# Meresanch II.
| mr | s | anx |

| mr | s | anx |

Meresanch II. byla egyptská královna, která žila během 4. dynastie. Její jméno (v egyptštině mr.s ˁnḫ) znamená „Ona miluje život.“

## Rodina
Za rodiče Meresanch II. jsou považováni král Chufu a královna Meritites I., neboť jsou zmiňováni v její mastabě. Nikde není však výslovně zmíněna jako jejich dcera. Pokud byla skutečně jejich dcerou, byla by vlastní sestrou prince Kawaba a královny Hetepheres II. Byla by také sestrou princezny Meritites II., která byla později provdána za správce paláce Achethotepa. Meresanch II. sdílí své jméno se svou možnou prababičkou Meresanch I., matkou faraona Snofrua. Dalším nositelem tohoto jména byla její neteř  Meresanch III.
Předpokládá se, že se Meresanch II. vdala za svého nevlastního bratra prince Horbaefa a měla s ním děti jménem Džaty, Nefertkau III. a Nebty-tepites.
Meresanch II. nosila titul královny a obvykle se předpokládá, že její manžel Horbaef zemřel a Meresanch II. se znovu vdala za jednoho z po sobě následujících králů. Je možné, že se provdala za svého nevlastního bratra faraona Radžedefa nebo faraona Rachefa.

## Tituly
K titulům Meresanch II. patřily:
- paní žezla hetes (wrt-ḥts);
- ta, která vidí Hora a Sutecha (mȝȝt-ḥrw-stẖ);
- králova manželka (ḥmt-nsw);
- Horův služebník (ḫt-ḥrw);
- králova dcera z jeho těla (zȝt-niswt-nt-ẖt.f).[3]

## Hrobka a pohřeb

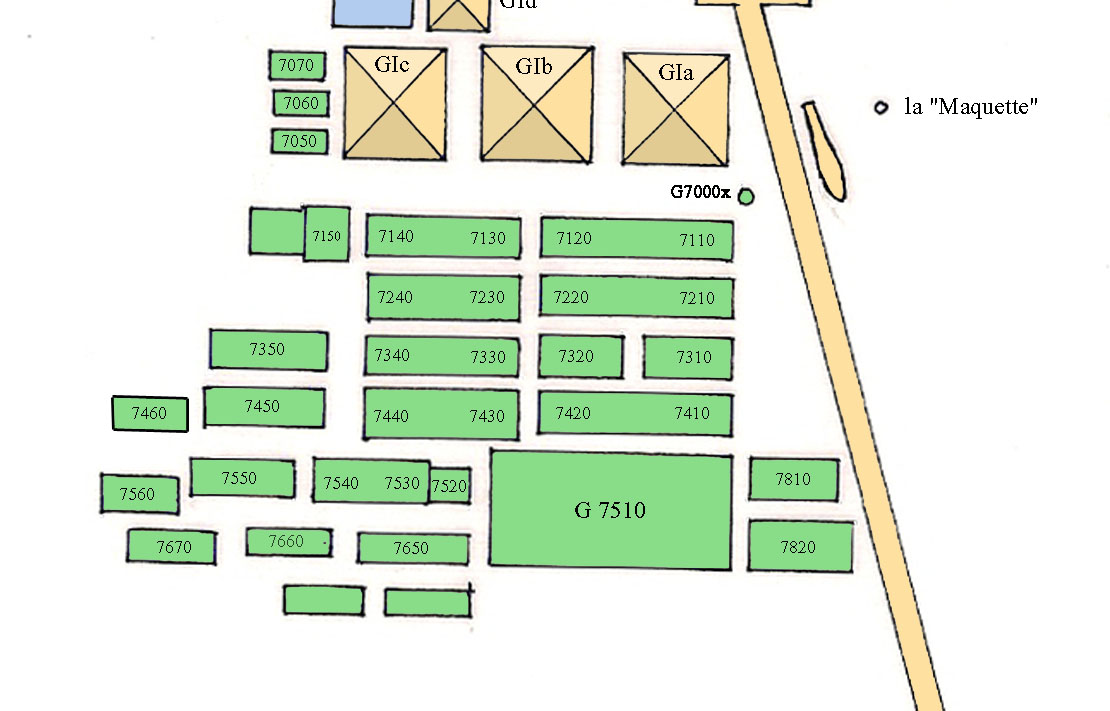
Gízská nekropole, východní pole

Meresanch II. byla pohřbena ve dvojité mastabě G 7410-7420 spolu se svým prvním manželem Horbaefem. Hrobku vykopal americký archeolog George Andrew Reisner (1867–1942). Meresanch byla pohřbena v šachtě (G 7410B) se dvěma místnostmi. Horbaef byl pohřben v šachtě G 7420A.
Její sarkofág byl nalezen a odnesen během vykopávek v roce 1927 a nyní se nachází v Muzeu výtvarného umění v Bostonu. Sarkofág je vyroben z červené žuly, má pravoúhlý tvar a je pokryt nápisy na všech čtyřech stranách. Na jedné straně je zdoben fasádou paláce. Uprostřed jsou zobrazeny dveře do paláce. Vlevo od průčelí paláce je nápis „Královská dcera z jeho těla, Meresanch“ (zȝt nsw n ẖt=f mr.s ˤnḫ), napravo je nápis označující dámu jako [...] „Hor, Králova manželka Meresanch“. Sarkofág je na víku zdoben Anupem s šakalí hlavou a na koncích se seznamy obětních darů.